# Дульсі-Ранг (національний парк)
Дульсі-Ранг (англ. Dulcie Range National Park) — національний парк у Північній Території Австралії, за 220 км на північний схід від Аліс-Спрінгс і за 1235 км на південний схід від територіальної столиці Дарвіна. 

## Історія
Першим офіційно зареєстрованим європейцем, який відвідав цей район, був Чарльз Віннеке в 1878 році. У 1916 році головний геодезист Північної території Т. Е. Дей обстежив хребет і назвав його Дульсі на честь однієї зі своїх дочок. Приблизно в 1920 році на станції «Стара Гукітта», залишки якої знаходяться в межах південної межі парку, було взято ранню оренду пастирського господарства. У горах хребта Дулсі проживало сформоване населення народності аборигенів акарре аранда, про що свідчать численні пам'ятки наскельного мистецтва. Велика кількість харчових ресурсів і води підтримувала існування цих кланів.
Вперше про створення парку було оголошено в 1991 році та знову підтверджено в липні 2012 року. У травні 2001 року Комісія з парків і дикої природи Північної території опублікувала проект Плану управління.

## Географія
Парк розташований уздовж південно-західного краю хребта Дульсі. Рельєф парку — це пісковикове плато, що височіє від 50 до 150 метрів над навколишньою рівниною у фосфоритоносному басейні «Джорджина». Типовими для рівнинної флори є чагарники акації аневра (Acacia aneura), евкаліпт малле, рідкі ліси та злаки тріодії (Triodia). Плато складається з крутих скель, ущелин і осипів з пісковиків Дульсі з численними водотоками. У парку зареєстровано 105 видів птахів, 32 види рептилій, 2 види жаб і 3 види риб.